# Поченьга
Поченьга — река в России, протекает по Вологодскому району Вологодской области. Устье реки находится в 73 км от устья реки Вологды по правому берегу. Длина реки составляет 23 км.
Исток Поченьги находится к востоку от деревни Шоломово (Старосельское сельское поселение) и в 30 км к западу от Вологды.
Генеральное направление течения — северо-восток, крупных притоков нет. В среднем и нижнем течении на берегах реки посёлок Заря (левый берег) и деревни Майского сельского поселения: Княжово, Калинкино, Стрелково (левый берег); Поченга, Третниково, Деревенька, Гончарка, Пантелеево (правый берег).

## Данные водного реестра
По данным государственного водного реестра России относится к Двинско-Печорскому бассейновому округу, водохозяйственный участок реки — Северная Двина от начала реки до впадения реки Вычегда, без рек Юг и Сухона (от истока до Кубенского гидроузла), речной подбассейн реки — Сухона. Речной бассейн реки — Северная Двина.
Код объекта в государственном водном реестре — 03020100312103000006417.